# Kagemni (IV. dinasztia)
Kagemni ókori egyiptomi vezír volt a III. dinasztia végén, a IV. dinasztia elején, Huni és Sznofru uralkodása alatt. A Kagemni intelmei szerzőjeként ismert.
A Kagemni intelmei című mű, az egyiptomi intelemirodalom alkotása, melyet szövege szerint egy vezír írt fiaihoz, a Prisse-papiruszon maradt fenn, Ptahhotep intelmeivel együtt. A szöveg említi, hogy Felső- és Alsó-Egyiptom királya, Huni meghalt, és Sznofru követte a trónon, Kagemnit ő nevezte ki a piramisváros felügyelőjévé.

## Fordítás
- Ez a szócikk részben vagy egészben  a   Kagemni I című angol Wikipédia-szócikk ezen változatának fordításán alapul.  Az eredeti cikk szerkesztőit annak laptörténete sorolja fel. Ez a jelzés csupán a megfogalmazás eredetét és a szerzői jogokat jelzi, nem szolgál a cikkben szereplő információk forrásmegjelöléseként.